# Ronald Pawly
Pour les articles homonymes, voir Pawly.
Ronald Pawly, né en 1956 à Anvers, est un écrivain et historien belge.

## Biographie
Ronald Pawly naît en 1956 à Anvers, en Belgique. Dès son plus jeune âge, il s'intéresse à l'histoire militaire.
En 1998, il publie son premier livre, The Red Lancers - en français Les Lanciers rouges - qui connaît un grand succès. Depuis, il écrit de nombreux livres et articles sur l'histoire militaire, à la fois en français et en anglais. Il collabore depuis plusieurs années à des documentaires et fut le rédacteur en chef de la revue française Soldats Napoléoniens; il est aussi un spécialiste du portrait militaire du XIXe siècle
Ronald Pawly fait aujourd'hui référence pour ses travaux sur l'ordre impérial de la Réunion menés avec le soutien du musée de la Légion d'honneur et comme expert de l'oeuvre du peintre Alexandre-Jean Dubois-Drahonet (1790-1834) pour lequel il est commissaire de l'exposition du musée Lambinet à Versailles et auteur du catalogue.

## Œuvre
- (en) The Red Lancers : Anatomy of a Napoleonic Regiment, Ramsbury, Crowood, 1998, 160 p. (ISBN 978-1-86126-188-5 et 1861261888)
- Les Lanciers rouges, Erpe, Éditeur De Krijger, 1998, 160 p. (ISBN 90-72547-50-0)
- (en) Wellington's Belgian allies 1815  (ill. Patrice Courcelle), Oxford, Osprey Publishing, coll. « Men-at-Arms » (no 355), 2001, 48 p. (ISBN 978-1-84176-158-9 et 1841761583)
- (en) Wellington's Dutch allies 1815  (ill. Patrice Courcelle), Oxford, Osprey Publishing, coll. « Men-at-Arms » (no 371), 2002, 48 p. (ISBN 978-1-84176-393-4 et 1841763934)
- (en) The Kaiser's warlords : German commanders of World War I  (ill. Patrice Courcelle), Oxford, Osprey Publishing, coll. « Elite » (no 97), 2003, 64 p. (ISBN 978-1-84176-558-7 et 1841765589)
- (en) Napoleon's Carabiniers  (ill. Patrice Courcelle), Oxford, Osprey Publishing, coll. « Men-at-Arms » (no 405), 2005, 48 p. (ISBN 978-1-84176-709-3 et 1841767093)
- (en) Napoleon's Scouts of the Imperial Guard  (ill. Patrice Courcelle), Oxford, Osprey Publishing, coll. « Men-at-Arms » (no 433), 2006, 48 p. (ISBN 978-1-84176-956-1 et 1841769568)
- Le grand quartier général impérial  (ill. Patrice Courcelle), Éditions Quatuor, 2006, 208 p.
- (en) Napoleon's Polish Lancers of the Imperial Guard  (ill. Patrice Courcelle), Oxford, Osprey Publishing, coll. « Men-at-Arms » (no 440), 2007, 48 p. (ISBN 978-1-84603-256-1 et 1846032563)
- (en) Napoleon's Mounted Chasseurs of the Imperial Guard  (ill. Patrice Courcelle), Oxford, Osprey Publishing, coll. « Men-at-Arms » (no 444), 2008, 48 p. (ISBN 978-1-84603-257-8 et 1846032571)
- (en) Hitler's chancellery : A palace to last a thousand years, Ramsbury, Crowood, 2009, 192 p. (ISBN 978-1-84797-091-6 et 1847970915)
- (en) The Belgian Army in World War I  (ill. Patrice Courcelle), Oxford, Osprey Publishing, coll. « Men-at-Arms » (no 452), 2009, 48 p. (ISBN 978-1-84603-448-0 et 1846034485)
- (en) Mounted Grenadiers of the Imperial Guard  (ill. Patrice Courcelle), Oxford, Osprey Publishing, coll. « Men-at-Arms » (no 456), 2009, 48 p. (ISBN 978-1-84603-449-7 et 1846034493)
- Les fastes de l'Ordre impérial de la Réunion (1811-1815), Éditions du Léopard d'or, 2021, 1482 p. (ISBN 978-2-86377-279-9)
- Alexandre-Jean Dubois-Drahonet (1790-1834), un talent retrouvé, Snoeck, 2023, 160 p. (ISBN 978-94-6161-872-6)